# Медаль «За оборону Ленинграда»
Медаль «За оборону Ленинграда» — государственная награда СССР, для награждения защитников города Ленинград (военнослужащих и мирных жителей).
Одна из первых советских медалей военного времени (одновременно с медалями «За оборону Одессы», «За оборону Севастополя» и «За оборону Сталинграда»).

## История
Поздней осенью 1942 года НКО СССР ходатайствовал в Президиум Верховного Совета СССР с просьбой учредить медали за оборону Ленинграда, Сталинграда, Севастополя и Одессы.
Учреждена Указом Президиума Верховного Совета СССР «Об учреждении медалей „За оборону Ленинграда“, „За оборону Одессы“, „За оборону Севастополя“ и „За оборону Сталинграда“ и награждении этими медалями участников обороны Ленинграда, Одессы, Севастополя и Сталинграда» от 22 декабря 1942 года.
27 марта 1943 года последовал указ Верховного Совета об учреждении медалей данного вида, положение о медалях, их образцы и описание; одновременно указ предписывал награждение данными видами медалей всех участников обороны этих городов — как военнослужащих, так и мирного населения.
Правила ношения медали, цвет ленты и её размещение на наградной колодке были утверждены Указом Президиума Верховного Совета СССР «Об утверждении образцов и описание лент к орденам и медалям СССР и Правил ношения орденов, медалей, орденских лент и знаков отличия» от 19 июня 1943 года.
Автором медали является художник Н. И. Москалёв. Помимо утверждённого варианта были разработаны ещё 7 проектов медали:
- На эскизе Б. Г. Бархина главным элементом является памятник Ленину у Финляндского вокзала на фоне Адмиралтейства, справа от него — поднятый ствол зенитного орудия;

Три проекта разработала бригада художников мастерской «Боробин», содержат по 1 элементу — архитектурному символу города и надпись «За оборону Ленинграда»:
- На первом располагался памятник Петру I, под ним — поднятые в атаку штыки и пулемёт, надпись расположена по кругу;
- На втором эскизе — Адмиралтейство, края под надписью обрамлены лавровыми ветвями;
- Третий предполагал размещение надписи в центре, сверху изображение Петропавловской крепости, снизу — 2 скрещенные винтовки.

Два эскиза А. А. Кабакова:
- На первом изображения идущих в атаку краснофлотца и красноармейца с надписью «Отстоять город Ленина» по левому краю; на реверсе — портрет Ленина и слова «За оборону Ленинграда»;
- На втором с винтовками наперевес ждут боя уже несколько защитников, их взору слева открывается надпись «За Ленинград»; на обратной стороне слова «За оборону Ленинграда».

Эскиз Н. А. Конгисера предполагал изображение шеренги красноармейцев, за спинами которых возвышаются Петропавловский Собор и памятник Ленину.

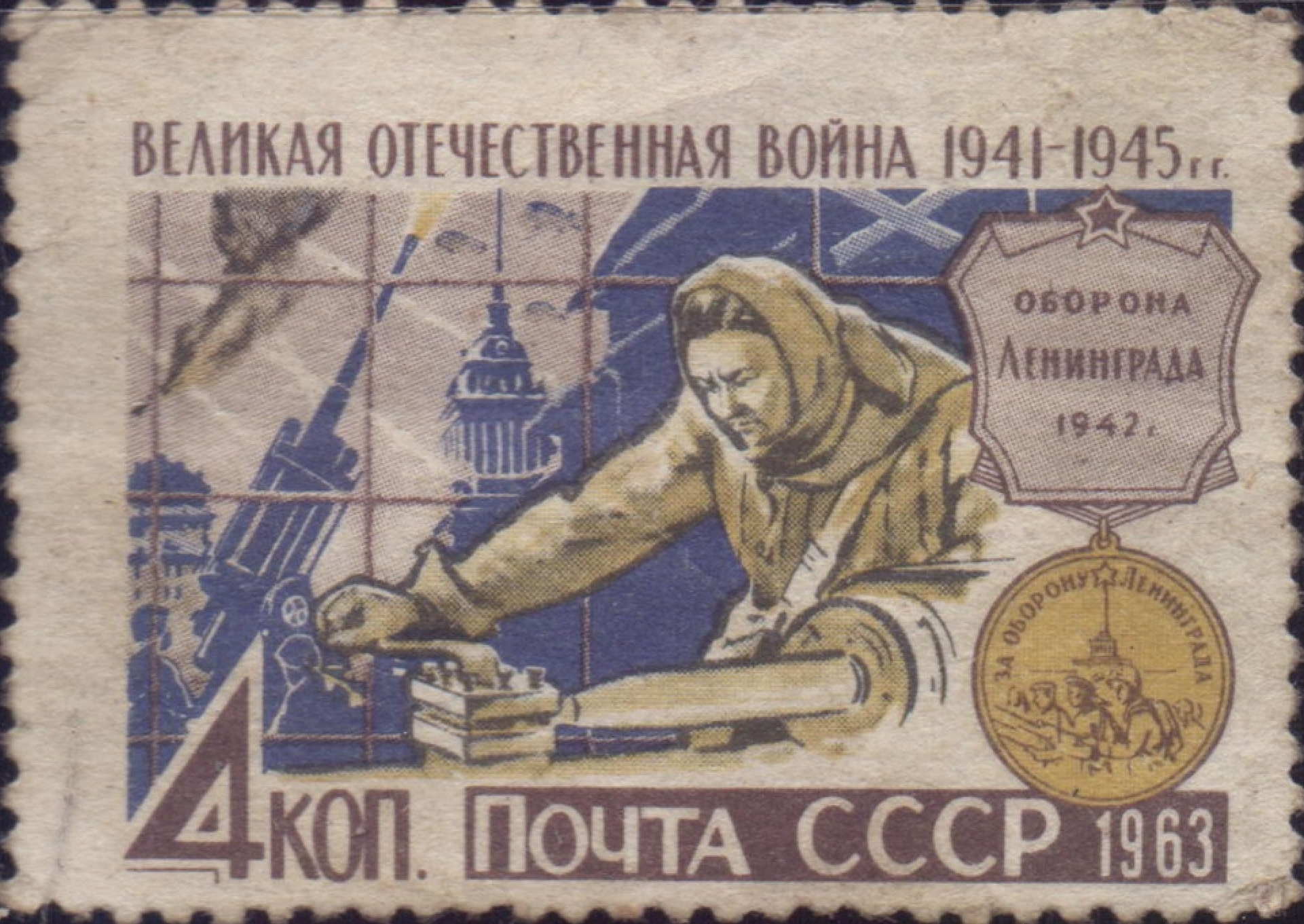
Оборона Ленинграда. Художник П. Кранцевич. Почтовая марка СССР, 1963.

В серии марок 1963 года «Великая Отечественная война» художник П. Кранцевич дал изображение аверса медали в правой части марки.
Рисунок медали отражает первые штампы медали, а ушко медали — более поздний её вариант.
Медалью «За оборону Ленинграда» награждались все участники обороны Ленинграда:
- военнослужащие частей, соединений и учреждений Красной Армии, Военно-Морского Флота и войск НКВД, фактически участвовавшие в обороне города;
- рабочие, служащие и другие лица из гражданского населения, которые участвовали в боевых действиях по защите города, содействовали обороне города своей самоотверженной работой на предприятиях, в учреждениях, участвовали в строительстве оборонительных сооружений, в ПВО, в охране коммунального хозяйства, в борьбе с пожарами от налётов вражеской авиации, в организации и обслуживании транспорта и связи, в организации общественного питания, снабжения и культурно-бытового обслуживания населения, в уходе за больными и ранеными, в организации ухода за детьми и проведении других мероприятий по обороне города.

Первое награждение медалью состоялось 3 июня 1943 года на торжественном собрании в Смольном. До 1945 года было награждено около 600 000 участников обороны Ленинграда. Сведения об этих людях по состоянию на 1945 год хранились в музее блокады Ленинграда, было 6 томов с фамилиями награждённых.
Позже эти документы были утеряны.
На 1985 год медалью «За оборону Ленинграда» награждено около 1 470 000 человек. Среди них — 15 тысяч блокадных детей и подростков.
Лица, награждённые медалью «За оборону Ленинграда» имели право на награждение учреждённой позднее юбилейной медалью «В память 250-летия Ленинграда».

## Описание медали
Медаль «За оборону Ленинграда» при учреждении предполагалось изготавливать из нержавеющей стали, но уже постановлением от 27 марта 1943 года материал был изменён на латунь. Медаль имеет форму правильного круга диаметром 32 мм.
На лицевой стороне медали, на фоне виднеющегося очертания здания Адмиралтейства, изображена группа красноармейцев, краснофлотцев, рабочих и работниц с винтовками наперевес. В верхней части медали — пятиконечная звёздочка и надпись по краю медали «ЗА ОБОРОНУ ЛЕНИНГРАДА». Лицевая сторона медали окаймлена выпуклым бортиком.
На оборотной стороне медали — надпись «ЗА НАШУ СОВЕТСКУЮ РОДИНУ». Над надписью изображены серп и молот.
Все надписи и изображения на медали выпуклые.

1-й вариант ленты

Медаль при помощи ушка и кольца соединяется с пятиугольной колодкой, обтянутой шёлковой муаровой лентой шириной 24 мм. Изначально лента была установлена красного цвета с серебристыми по краям полосками шириной 4 мм каждая. Указом от 19 июня 1943 года была установлена новая лента — оливкового цвета с продольной зелёной полоской посередине шириной 2 мм.
Медали «За оборону Ленинграда», «За оборону Одессы», «За оборону Севастополя» и «За оборону Сталинграда» стали первыми советскими наградами, учреждёнными для ношения на пятиугольной колодке. Изначально их полагалось носить на правой стороне груди. Указом от 19 июня 1943 года, которым была введена пятиугольная колодка и для других наград, носившихся до этого на колодках других форм, медали за оборону городов постановлено носить на левой стороне груди, в одном ряду с другими наградами.
При наличии у кавалера других наград медаль «За оборону Ленинграда» располагается справа от медали «За оборону Одессы», а после учреждения медали «За оборону Москвы» — справа от последней.

## Иллюстрации

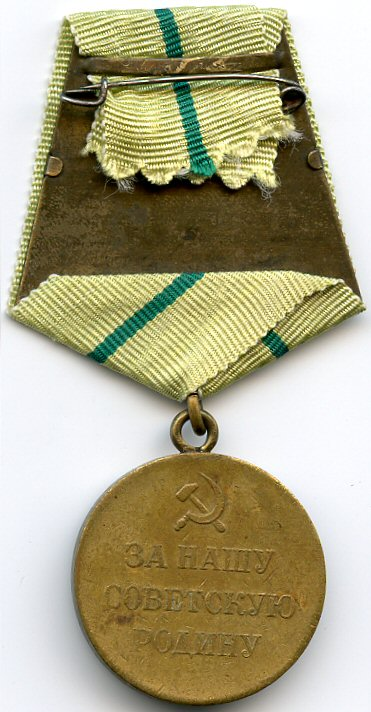
Реверс медали
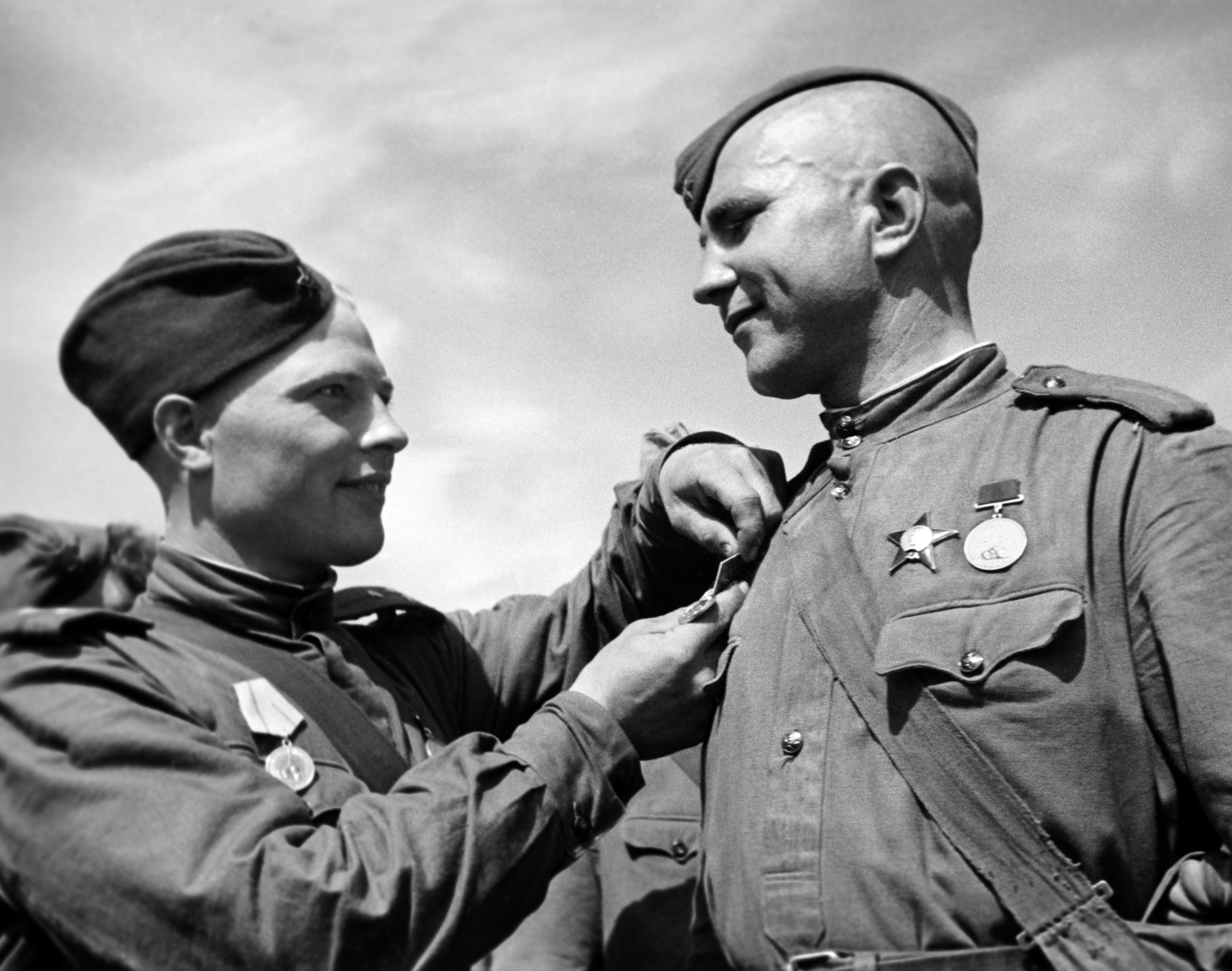
Награждение медалью «За оборону Ленинграда», 1 июня 1944 года
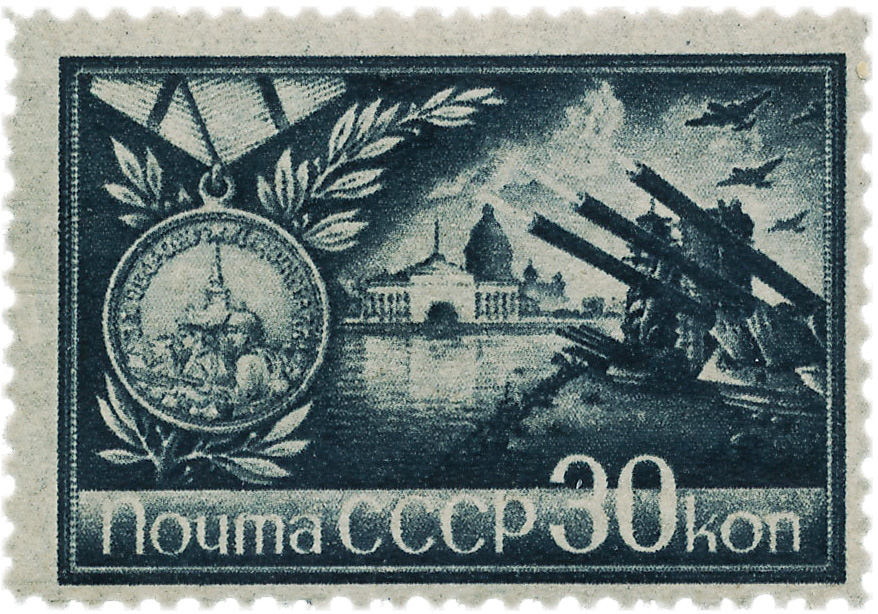
Почтовая марка СССР, 1944 год
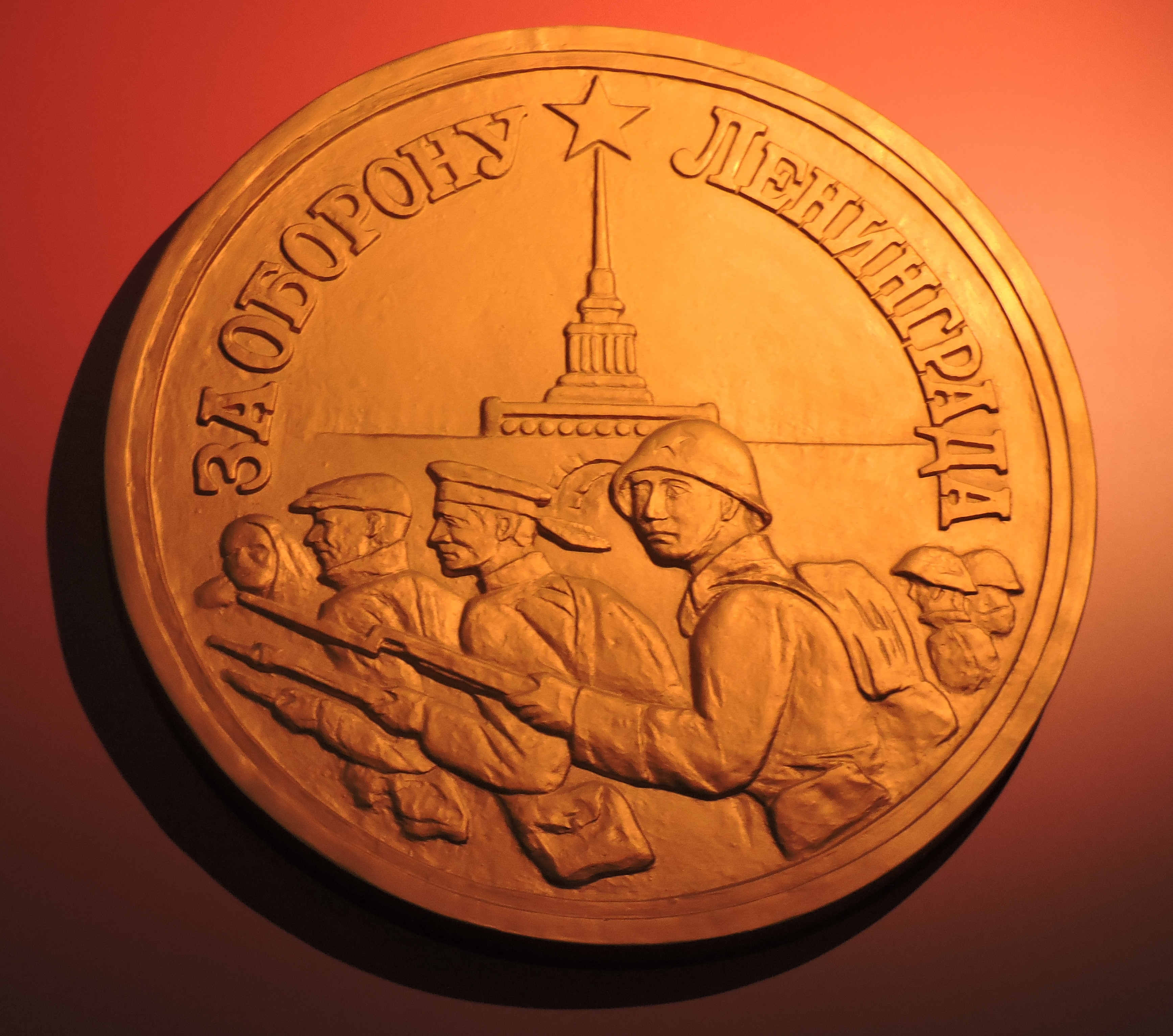
Медальон, установленный в музейном павильоне Пискарёвского кладбища
Удостоверение Н. П. Тужика, 1943 год

## Факты
- В июне 1945 г. первый секретарь Ленинградского горкома ВКП (б) Алексей Александрович Кузнецов отметил в книге «Большевики Ленинграда на защите родного города»: «Советское правительство высоко оценило героизм славных защитников Ленинграда, учредив специальную медаль „За оборону Ленинграда“. Воины Ленинградского фронта, моряки Балтики и свыше 470 тысяч граждан города носят на груди эту высокую правительственную награду — символ нерушимой боевой дружбы трудящихся города и его защитников на фронте. Эта медаль является памятью о героических днях, когда весь мир был восхищен стойкостью и бесстрашием ленинградцев и защитников Ленинграда»[10].
- На внутренней стороне плотной обложки для хранения удостоверения к медали (лист бумаги, сложенный в 4 раза) — памятные стихи фронтового поэта Бориса Лихарева: «Твой дальний внук с благоговеньем медаль геройскую возьмёт…»[11][12]. Также встречаются обложки со стихотворением Вадима Шефнера[13] «За оборону Ленинграда».
- Считается, что медалью № 1 был награждён первый секретарь Ленинградского обкома и горкома ВКП(б), член Военного совета Ленинградского фронта Андрей Жданов. На самом деле, медаль не является номерной. Бланк Удостоверения к медали печатался типографским способом, с указанием после знака № буквенного обозначения серии бланков. Перед вручением награды строку с обозначением серии документа дополняли цифровым номером данной серии Удостоверения к медали, который ставился специальной печатью (см. прилагаемую иллюстрацию — Удостоверение Н. П. Тужика).
- В январе 2009 года в Санкт-Петербурге прошла акция «Ленточка Ленинградской Победы», приуроченная к 65-й годовщине окончательного снятия блокады Ленинграда. Данная ленточка повторяет ленту медали «За оборону Ленинграда»[14][15][16].
- Медаль «За оборону Ленинграда» — единственная советская награда, упоминаемая в статуте иностранной награды. Согласно статуту израильской медали «Борца с нацизмом», лица, награждённые медалью «За оборону Ленинграда» и имеющие гражданство Израиля или статус ПМЖ в Израиле, имеют право награждения данной израильской медалью[17].